# جغرافیای کنیا

موقعیت کنیا در قاره آفریقا.

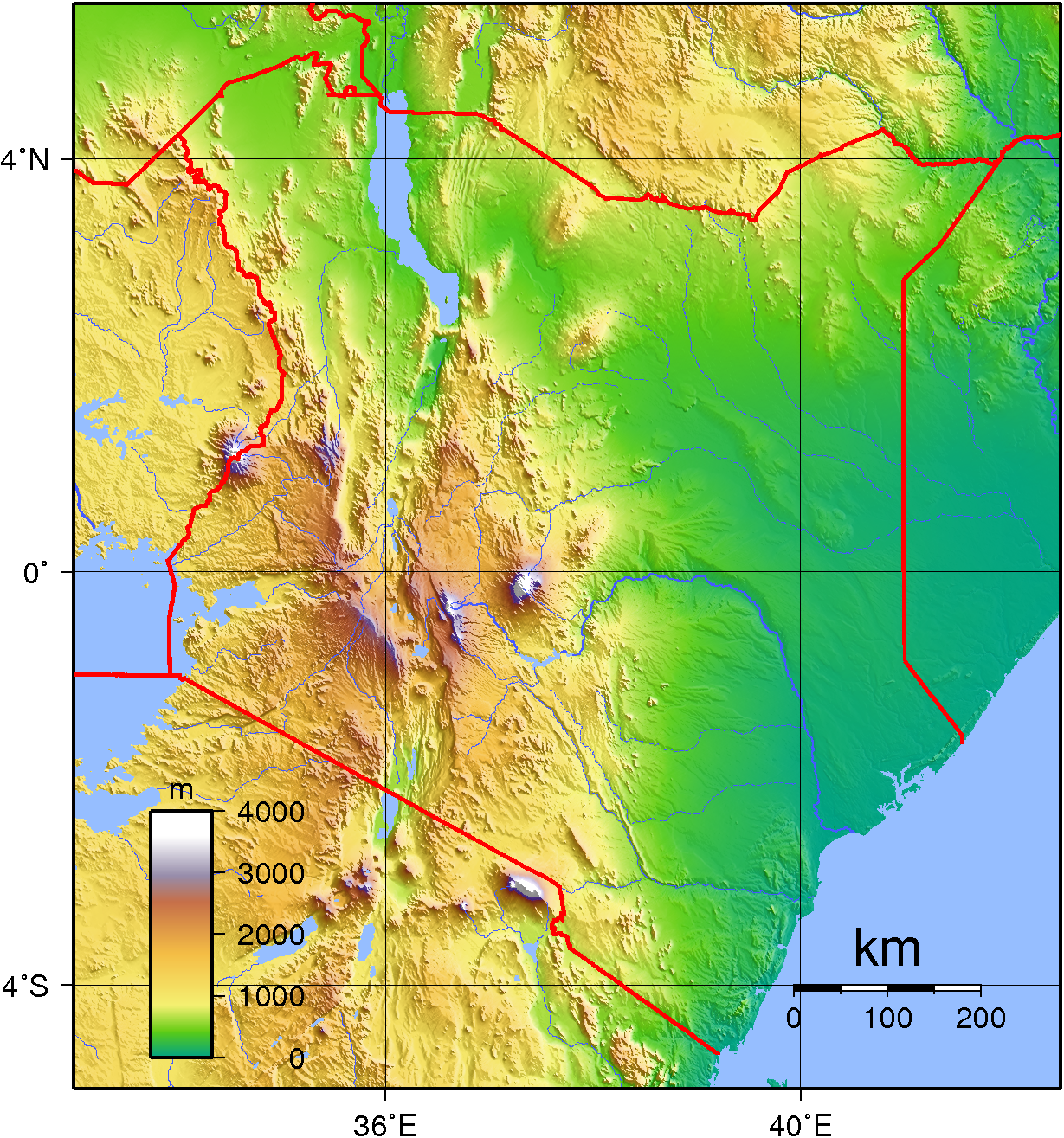
نقشه ناهمواری‌های کنیا.

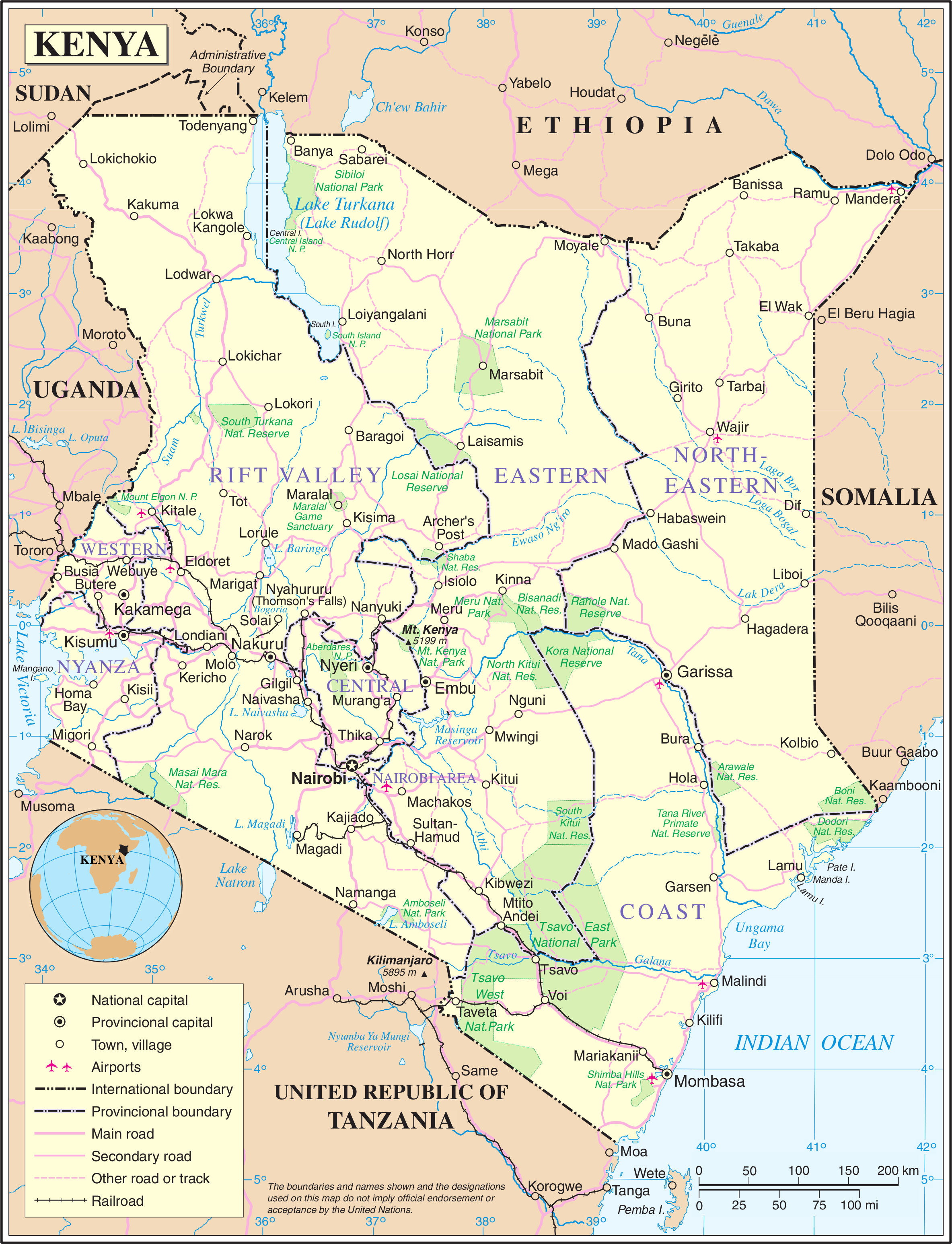
نقشه سیاسی کنیا.

کنیا یکی از کشورها است که در شرق آفریقا واقع شده‌است. مساحت کنیا ۵۸۲٬۶۴۶ کیلومتر مربع است (تقریباً به اندازه فرانسه یا تگزاس) و از نظر مساحت ۴۶مین کشور بزرگ جهان. کنیا دارای خط ساحلی در اقیانوس هند است که شامل باتلاق‌های جنگل حرای شرقی آفریقا است. در داخل کشور دشت‌های وسیع و تپه‌های متعدد وجود دارد. کنیا از شمال غرب با سودان جنوبی، از غرب با اوگاندا، از شرق با استان جوبالند سومالی، از جنوب با تانزانیا و از شمال با اتیوپی هم‌مرز است. کنیا ۵۳۶ کیلومتر خط ساحلی و با کشورهای دیگر ۳٬۴۴۶ کیلومتر مرز دارد. خط استوا از میانه‌های این کشور می‌گذرد.
سرزمین کنیا از یک دشت ساحلی پست در کرانه اقیانوس هند به کوه‌ها و فلات‌هایی در مرکز کشور می‌رسد. اکثر کنیایی‌ها در ارتفاعات زندگی می‌کنند و نایروبی، پایتخت کشور، نیز در ارتفاع ۱۷۰۰ متری قرار دارد. در غرب نایروبی، زمین به سمت دره کافتی بزرگ آفریقا پایین می‌آید. این دره یک شکاف ژرف ۶۴۰۰ کیلومتری در پوسته زمین است. درون این دره در بیابان‌های شمال کنیا، آب‌های سبز یشمی دریاچه معروف تورکانا قرار دارد.
استان مرکزی کنیا محل بلندترین کوه‌های آن، یعنی کوه کنیا و کوه الگان در مرز بین کنیا و اوگاندا است. کوه کنیا بلندترین کوه در کنیا و دومین کوه بلند در آفریقا است. این کوه با ارتفاع ۵۱۹۹ متر، در تمام طول سال قله‌ای پربرف دارد.
جنگل کاکامگا در غرب کنیا یادگاری از جنگل بارانی شرق آفریقا است. جنگل مائو، بزرگترین مجموعه جنگلی در شرق آفریقا، از کاکامگا بسیار بزرگتر است. طولانی‌ترین رودخانه کشور رود تانا است با ۸۰۰ کیلومتر درازا. این رود از دامنه کوه کنیا شروع می‌شود و به سمت اقیانوس هند حرکت می‌کند.

## طبیعت
سالانه میلیون‌ها نفر برای بازدید از گرم‌دشت‌های پهناور و جاندارانی که در آن زندگی می‌کنند از کنیا دیدن می‌کنند؛ جاندارانی چون: فیل، شیر، یوزپلنگ، زرافه، گورخر، اسب آبی، کرگدن و غیره. دولت کنیا بیش از ۵۰ ذخیره‌گاه و پارک برای حفاظت از این حیوانات ایجاد کرده‌است. افرادی که به دنبال حیات وحش آفریقا هستند معمولاً بر گرم‌دشت‌های جلگه‌ای کنیا تمرکز می‌کنند. اما زیست‌بوم‌های کنیا شامل بیابان، مرداب، کوه و جنگل نیز می‌شود. هر منطقه ترکیبی از گیاهان و جانوران خاص خود را دارد که مناسب شرایط خاص منطقه است. جنگل‌های مرتفع کنیا محل زندگی بسیاری از حیوانات است که در هیچ‌کجای جهان یافت نمی‌شوند.
منابع طبیعی موجود در کنیا عبارتند از: سنگ آهک، خاکستر سودا، نمک، گوهرسنگ‌ها، فلئوریت، روی، دیاتومیت، نفت، گاز، گچ، حیات وحش و نیروگاه آبی.

## کشاورزی
خاک‌های اسیدی منطقه جنوب غربی کنیا، همراه با بارندگی زیاد و آفتاب زیاد، تپه‌های جنوب غربی را به مکانی بسیار مناسب برای پرورش چای تبدیل کرده‌است. چای به‌طور سنتی در مزارع بزرگ کاشته می‌شود. کشتزارهای چای منبع درآمد زیادی برای کنیا فراهم آورده‌است و علاوه بر گردشگری که بخش بزرگی از اقتصاد کنیا را تشکیل می‌دهد، دو منبع اصلی درآمدزایی دیگر، تولید چای و باغداری (پرورش گل) است.

## آب و هوا
با عبور خط استوا از کمربند میانی کنیا، مناطق مرکزی، شمال و شمال شرقی بسیار خشک و گرم است. اما مناطق ساحلی که در کنار اقیانوس هند قرار دارد آب و هوایی گرم و مرطوب دارد. در شهرهای ساحلی مومباسا، لامو و مالیندی، تقریباً هر روزه دمای هوا از سرد به داغ تغییر می‌کند.
تغییرات آب و هوایی فصلی توسط سامانه‌های پرفشار در مقیاس بزرگ غرب اقیانوس هند و خشکی‌های مجاور تعدیل می‌شود. از دسامبر تا مارس، بادهای شمال شرقی در شمال خط استوا غالب هستند، در حالی که بادهای جنوبی تا جنوب شرقی بر جنوب آن غالب هستند. این ماه‌ها نسبتاً خشک هستند، اگرچه ممکن است باران محلی رخ دهد. فصل بارندگی از اواخر مارس تا مه ادامه دارد و هوا از سوی شرق در هر دو نیمکره جریان دارد. از ژوئن تا اوت بارندگی کمی وجود دارد و بادهای جنوب غربی در شمال خط استوا غالب می‌شوند زیرا بادهای جنوب شرقی در جنوب غالب است.
آب و هوای کنیا با توجه به موقعیت مکانی متفاوت است، از هوای سرد همه‌روزه تا همیشه گرم و داغ. آب و هوا در امتداد ساحل گرمسیری است. این بدان معناست که بارندگی و گرمای هوا در طول سال بیشتر است. در شهرهای ساحلی، مومباسا، لامو و مالیندی، هوا تقریباً هر روز از سرد به گرم تغییر می‌کند.
هرچه بیشتر به داخل کنیا حرکت می‌کنیم، آب و هوا خشک‌تر می‌شود. آب و هوای خشک تقریباً عاری از بارندگی است و درجه حرارت به‌طور کلی بر اساس زمان عمومی روز/شب متغیر است. برای بسیاری از مناطق کنیا، دمای روز تقریباً هر روز حدود ۱۲ درجه سانتی‌گراد افزایش می‌یابد. ارتفاع عامل اصلی در تغییرات دما است و مناطق بلندتر به‌طور میانگین ۱۱ درجه سانتی‌گراد خنک‌ترند.
بسیاری از شهرها با ارتفاع بیش از یک کیلومتر دارای نوسانات دما از حدود ۱۰ تا ۲۶ درجه سانتی گراد هستند. دمای نایروبی، در ارتفاع ۱٬۷۹۸ متری، از ۹ تا ۲۷ درجه سانتی‌گراد، و کیتاله، در ارتفاع ۱۸۲۵ متری، از ۱۱ تا ۲۸ درجه سانتی‌گراد متغیر است. در شب، هنگامی که درجه حرارت به حدود ۱۰–۱۲ درجه سانتی‌گراد کاهش می‌یابد، جامه گرم یا پتوهای سنگین مورد نیاز است.